# Metaliteracy
Metaliteracy es la capacidad de evaluar la información por su sesgo, confiabilidad y credibilidad y aplicarlos en el contexto de la producción y el intercambio de conocimientos. Es especialmente útil en el contexto del Internet y de las redes sociales. Los académicos Thomas P. Mackey y Trudi E. Jacobson de la Universidad Estatal de Nueva York desarrollaron un concepto formal como un marco ampliado de metaliteracy informacional. Se ha utilizado para preparar a las personas para que sean consumidores informados y productores responsables de información en una variedad de comunidades sociales.

## Definición y uso
Metaliteracy es una comprensión unificada de alfabetizaciones para apoyar la adquisición, producción y el intercambio de conocimientos en comunidades colaborativas en línea. Al igual que los enfoques de alfabetización informacional más basados en habilidades, la metaliteracy fomenta el uso de una variedad de tecnologías nuevas y emergentes. También incorpora alfabetizaciones relacionadas, como la alfabetización visual, la alfabetización digital, la alfabetización mediática y la transalfabetización, y promueve la reflexión metacognitiva como una práctica de empoderamiento para los alumnos. Metaliteracy apoya la participación efectiva en las redes sociales y las comunidades en línea, con un enfoque integral del aprendizaje que fomenta la producción y el intercambio de información original y reutilizada en entornos participativos.
Metaliteracy tiene como objetivo promover el pensamiento crítico y la colaboración en la era digital y proporcionar un marco integral para la participación efectiva en las redes sociales y las comunidades en línea a través de la adquisición, producción e intercambio de conocimientos en comunidades colaborativas en línea. Si bien la alfabetización informacional se centró en enfoques basados en habilidades y sus definiciones estándar habían sido insuficientes para las tecnologías sociales que actualmente prevalecen en línea, la metaliteracy reconoce tipos de alfabetización relacionados e incorpora tecnologías emergentes. Como tal, metaliteracy es un marco general para integrar la alfabetización informacional con otras alfabetizaciones, como la alfabetización mediática, la alfabetización digital y la alfabetización visual. Pone énfasis en la producción activa y el intercambio de nuevos conocimientos a través de la tecnología.
La metaliteracy se puede utilizar en el mundo práctico al ayudar a los alumnos con temas difíciles de alcanzar a lo largo de su aprendizaje y a comprender mejor los conceptos. Va más allá de la alfabetización informacional y profundiza en la mejora del proceso de enseñanza-aprendizaje al incluir el aspecto de producción de material de referencia accesible que puede ser consumido por una amplia audiencia a través de las redes sociales. La metaliteracy es particularmente relevante para las necesidades de alfabetización actuales, ya que no solo aborda la integración de la información y la tecnología, ayudando a optimizar el uso de los recursos disponibles; pero también introduce el uso del aprendizaje colaborativo para producir y compartir mejor la información.

## Historia
La metaliteracy se desarrolló a partir del trabajo académico sobre las percepciones cambiantes de la alfabetización informacional como resultado de los cambios tecnológicos en la creación y el acceso a la información. Mackey y Jacobson argumentaron en su artículo de 2011, Reframing Information Literacy as a Metaliteracy, que era necesario crear un nuevo marco para resistir el desafío del aumento de las redes sociales y las tecnologías emergentes y, por lo tanto, incluir las tecnologías Web 2.0 y las redes sociales a medida que se desarrollaban estos desarrollos. no incluido en modelos anteriores de Alfabetización Informacional creados por la ALA en 1989, ACRL en 2000 y varios modelos SCONUL. Donna Witek y Teresa Grettano profundizaron en la idea de metaliteracy en Teaching Metaliteracy: A New Paradigm in Action . Leona M. Ungerer discutió la importancia de la curación digital y la metaliteracy en la educación superior en su artículo de 2016 Curación digital como competencia central en el aprendizaje y la alfabetización actuales: una perspectiva de educación superior.
El 11 de enero de 2016, la junta de la Asociación de Bibliotecas Universitarias y de Investigación adoptó el Marco para la Alfabetización Informacional, que se basa en el concepto de metaliteracy, inextricablemente vinculado a los dominios de "compromiso conductual, afectivo, cognitivo y metacognitivo con la información". ecosistema." 

## Objetivos
Los objetivos se clasifican en cuatro dominios: conductual, cognitivo, afectivo y metacognitivo. Los marcos de referencia de la alfabetización informacional consistieron en los dos primeros dominios mencionados (el conductual y el cognitivo), mientras que los dominios afectivo y metacognitivo se introducen en el discurso por el marco de metaliteracy. El dominio conductual se basa en las habilidades y competencias que se espera lograr al completar los objetivos y el dominio cognitivo se basa en el conocimiento del uso, la comprensión, la organización, la aplicación y la evaluación que se espera lograr al completar los objetivos. El dominio afectivo se basa en generar conciencia sobre los cambios en las emociones y actitudes de uno durante las actividades de aprendizaje y el dominio metacognitivo se basa en reflejar el proceso de aprendizaje mientras se comprende la necesidad del mismo.
Las metas y objetivos de la metaliteracy se han traducido al inglés, francés, alemán, italiano, portugués, español, afrikáans y todos los demás idiomas oficiales de Sudáfrica.

## En educación
A medida que se difundió la conciencia de la metaliteracy, los maestros la integraron en una variedad de contextos, incluido el inglés como idioma extranjero y adaptaron las estrategias de evaluación de la alfabetización en información para reflejar el énfasis de la alfabetización en metal en la metacognición .
En la adquisición de información en la tecnología moderna, se menciona como concepto la metaliteracy. Se utiliza en la enseñanza sobre el uso de las redes sociales como fuente de información. Ma, Li y Liang han investigado el potencial de los conceptos de metaliteracy para enriquecer los entornos de aprendizaje combinados en China y se ha encontrado que es beneficioso para probar cuánto ayuda a los estudiantes a adquirir habilidades relevantes para la alfabetización informacional. Además, la metaliteracy ha sido reconocida como un concepto útil para la promoción de la alfabetización informacional en las universidades alemanas. Dicha inclusión también se sugirió en 2019 para la educación superior bosnia.
Además, la metaliteracy se puede utilizar para reducir la brecha digital. En un estudio empírico sobre la conexión de adultos mayores con la tecnología iPad, se examinaron sus habilidades de metaliteracy. La metaliteracy se midió antes y después de usar el iPad. El estudio mostró que los participantes pudieron mejorar sus habilidades de metaliteracy, incluido su conocimiento y autorreflexión.

## Importancia para entender los medios políticos
La metaliteracy ha sido citada como una herramienta eficaz para combatir el contenido falso o engañoso que se presenta como noticia, especialmente en el contexto de las elecciones presidenciales de Estados Unidos de 2016.
En ¿Ayuda la alfabetización de los medios a la identificación de noticias falsas? La alfabetización informacional ayuda, pero otras alfabetizaciones no, se menciona la metaliteracy como una solución para la necesidad de un marco integral con respecto al mejor manejo de las noticias falsas, aunque todavía ven la necesidad de medidas más integrales.